# Родзянко Гаврило Васильович
Гаври́ло Васи́льович Родзя́нко (нар. 1751–54 — пом. після 1800) — малоросійський (український) дворянин, син Василя Степановича Родзянка.  
На службі з 1775: секунд-майор (1780–90), маршалок дворянства Хорольського повіту (1786—1805), колезький радник (1802). Кавалер ордену св. Володимира IV ступеня. Одружився із молодшою літами донькою колезького асесора Михайла Шрамченка, Марфою (нар. 1774 — пом. після 1822). В шлюбі народились 5 синів (Аркадій, Порфирій, Георгій, Михайло і Платон) й 2 доньок (Софія та Віра).  
Г. Родзянці належали Веселий Поділ (998 душ), Заїчинці (592), Хвощівці (66), Вишняки (17), Горби (289), Сидори (251), а всього з іншими селами та хуторами за даними 1800 року — 2489 душ.